# متحف محركات نيسان

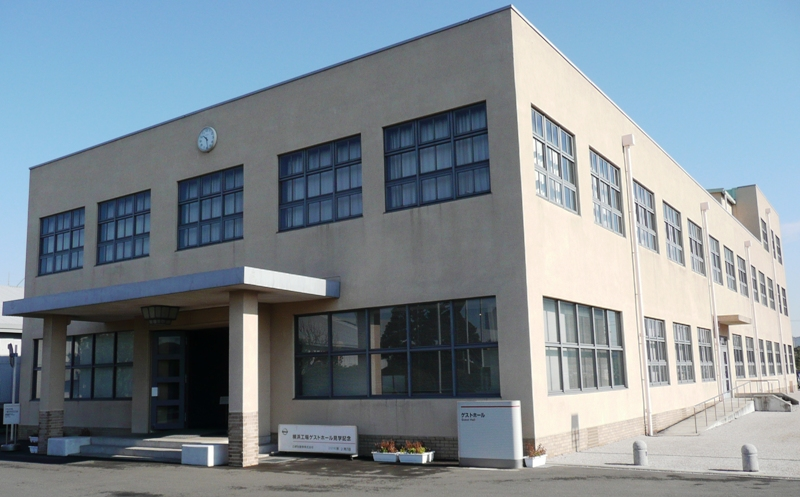
متحف محركات نيسان.

متحف محركات نيسان (باليابانية: 日産エンジン博物館 ) هو متحف لمحرك السيارات التي تديرها شركة نيسان للسيارات، يقع المتحف في الطابق الأول من قاعة الضيافة في مصنع السيارات الواقع في حي كاناغاوا كو في مدينة يوكوهاما في اليابان.

## نظرة عامة
تم بناء مبنى المتحف في عام 1934 في حي كاناغاوا كو في مدينة يوكوهاما التابعة لمحافظة كاناغاوا، إذ يعد المبنى أول مصنع للسيارات لشركة نيسان موتورز في يوكوهاما، كما تم عمل المبنى كمقر للشركة حتى عام 1968، عندما تم نقل المقر إلى جينزا في طوكيو.
وقد تم اعتماد المبنى كمبنى تاريخي من قبل حكومة مدينة يوكوهاما في نوفمبر تشرين الثاني من عام 2002، وافتتح متحف محركات نيسان رسميا في الطابق الأول من المبنى، الذي كان يستخدم كقاعة للضيوف، وذلك في شهر أبريل عام 2003.
المتحف يعرض أحدث طرازات السيارات، باللإضافة للسيارات التذكارية من شركة نيسان التجارية، وعدد 28 محرك من محركات سيارات نيسان، يعد المتحف خطوة لتوثيق تاريخ يوكوهاما ومصانع السيارات والمعدات ذات التقنيات البيئية.

## وصلات خارجية
موقع افتراضي للتجول في أرجاء المتحف